# Fagina silvatica
Fagina silvatica (лат.) — вид многоножек из отряда Chordeumatida, единственный в роде Fagina и семействе Faginidae. Впервые описан зоологом Аттемсом в 1904 году.

## Систематика
Изначально описывался под названием Heterolatzelia (Fagina) silvatica (представитель отдельного подрода в составе рода Heterolatzelia), но в дальнейшем был выделен в собственный род Fagina. Его включают в состав монотипического семейства Faginidae (в некоторых систематиках семейство именуется Neoatractosomatidae).

## Описание
Длина тела самок 8 мм, самцы несколько меньше; ширина — 0,9 мм. Тело разделено на 28 сегментов. Голова покрыта мелкими волосками, по бокам от усиков размещён 21 глазок чёрного цвета треугольной формы.

## Распространение
Эндемик Боснии и Герцеговины, описанный с местообитания на горе Белашница.